# سايلة اكمةعبدة (السبرة)

تعديل مصدري - تعديل

سايلة اكمةعبدة محلة تابعة لقرية الشاجبة، التابعة لعزلة بلادالشعيبي السفلى بمديرية السبرة إحدى مديريات محافظة إب في الجمهورية اليمنية.، بلغ تعداد سكانها 107 حسب تعداد اليمن لعام 2004.